# Agnes Windeck
Agnes Windeck, née Agnes Sophie Albertine Windel le 27 mars 1888 à Hambourg et morte le 28 septembre 1975 à Berlin, est une actrice allemande de théâtre et de cinéma.

## Biographie
Fille d'un marchand de Hambourg, sa carrière d'actrice débute au Deutsches Schauspielhaus en 1904, suivi par des engagements au Königliches Hoftheater de Hanovre et à différents théâtres de Berlin.

## Filmographie
- 1941 : Le Chemin de la liberté (Der Weg ins Freie) de Rolf Hansen : la baronne von Blossin, mère de
- 1942 : Un grand amour (Die große Liebe) de Rolf Hansen
- 1943 : Le Foyer perdu (Damals)
- 1950 : Le Conseil des dieux (Der Rat der Götter) de Kurt Maetzig
- 1956 : Die Trapp-Familie
- 1958 : L'Étau (Der Greifer)
- 1958 : Le Temps d'aimer et le Temps de mourir
- 1963 : L'Énigme du serpent noir (Der Zinker, Le Siffleur) d'Alfred Vohrer : Nancy Mulford
- 1963 : Mabuse attaque Scotland Yard
- 1963 : Le Château Gripsholm (en) de Kurt Hoffmann
- 1967 : Rheinsberg (de)
- 1969 : Ces messieurs aux gilets blancs (Die Herren mit der weißen Weste) de Wolfgang Staudte